# Ervin Zádor
Ervin Zádor (Budapeste, 7 de junho de 1935 - 28 de abril de 2012) foi um jogador de polo aquático húngaro, campeão olímpico. Foi um atleta relacionado ao famoso Banho de sangue de Melbourne, pois, foi justo ele que foi flagrado jorrando sangue, sendo golpeado abaixo do olho por Valentin Prokopov.

## Carreira
Ervin Zádor fez apenas a presença olímpica de 1956.. Na Volta para casa, se tornou um refugiado politico com o seu país invadido pelos soviéticos, mudou-se para os Estados Unidos, vivendo em Linden, na Califórnia até 2012